# ليندساي فروست
ليندساي فروست (بالإنجليزية: Lindsay Frost)‏ هي ممثلة أمريكية، ولدت في 4 يونيو 1962 بلوس أنجلوس في الولايات المتحدة. بدأت مشوارها المهني سنة 1983.

## أعمال

### أفلام
- (2002) الأضرار الجانبية[3]
- (2002) الحلقة[4]
- (2012) ساداكو 3 دي[5]

## وصلات خارجية
- ليندساي فروست على موقع IMDb (الإنجليزية)
- ليندساي فروست على موقع أول موفي (الإنجليزية)
- ليندساي فروست على موقع قاعدة بيانات برودواي على الإنترنت (الإنجليزية)
- ليندساي فروست على موقع قاعدة بيانات الأفلام السويدية (السويدية)
- ليندساي فروست على موقع إن إن دي بي (الإنجليزية)
- ليندساي فروست على موقع قاعدة بيانات الفيلم (الإنجليزية)